# Naomi Mégroz
Naomi Mégroz (Greifensee, 25 maggio 1995) è una calciatrice svizzera, centrocampista dello Zurigo e della nazionale svizzera.

## Carriera

### Club
Mégroz ha iniziato a giocare a calcio all'FC Greifensee, società della cittadina del Canton Zurigo dove cresce con i genitori, e praticando contemporaneamente l'atletica leggera fino all'età di sei anni. All'età di undici anni si trasferisce all'FC Schwerzenbach.
Nel marzo 2010 trova un accordo con il Grasshopper, rimanendo legata alla società di Zurigo fino al 2015. Inizialmente impiegata nelle squadre giovanili, nella stagione 2014-2015 è aggregata alla squadra titolare che disputa la Lega Nazionale A, debuttando in campionato il 24 settembre 2014, poco dopo il suo 16º compleanno, contro il Young Boys.
Questo è stato seguito da un impegno di sei mesi con il Lucerna, dove ha subito un grave infortunio a un ginocchio, lesionandosi il legamento crociato, durante la partita di Coppa del 30 agosto 2015 vinta per 7-0 sul Bremgarten.
Nell'estate 2016 si trasferisce al Zurigo, squadra con la quale ottiene il double campionato-coppa per due stagioni consecutive, avendo anche l'opportunità di debuttare in UEFA Women's Champions League. Nel marzo 2017 ha un secondo infortunio che le lesiona un legamento crociato e che dopo l'operazione le preclude il terreno di gioco, causa riabilitazione, fino al termine della stagione.
Durante la sessione estiva di calciomercato 2019 coglie l'opportunità per disputare il suo primo campionato all'estero, firmando un contratto con il Friburgo per giocare nel campionato tedesco. Il tecnico Daniel Kraus la impiega fin dalla 1ª giornata di campionato, debuttando il 17 agosto nell'incontro casalingo perso 3-1 con il Bayern Monaco. Sigla poi la sua prima rete il 30 maggio 2020, alla 17ª giornata, quella che al 90' fissa sul 3-2 la vittoria casalinga sul Turbine Potsdam, aggiungendo la doppietta siglata al Colonia due settimane più tardi nella vittoria casalinga per 6-1.

### Nazionale
Mégroz inizia a essere convocata dall'Associazione Svizzera di Football fin dal 2015, chiamata a rappresentare il proprio paese nelle nazionali giovanili, inizialmente con la formazione under 17, inserita in rosa dal tecnico Monica Di Fonzo con la squadra che disputa la fase finale dell'Europeo di Islanda 2015 e che mancava al torneo dall'edizione 2012. Qui debutta, poco più che sedicenne, nel primo incontro del gruppo B, pareggiato dalla Svizzera per 2-2 con le pari età della Norvegia, venendo poi utilizzata in tutte le partite della sua nazionale, le altre due della prima fase, entrambe vincenti con Irlanda (1-0) e Francia (2-1), nella semifinale, dove la sua nazionale riuscì a eliminare le campionesse in carica della Germania (1-0), e nella finale, persa contro la Spagna, al suo terzo titolo continentale, con il risultato di 5-2 e dove Mégroz al 50' è autrice dell'autogol che porta le spagnole sul parziale di 3-0. Di Fonzo la convoca anche per il primo turno delle qualificazioni alla successiva edizione di Bielorussia 2016, dove la Svizzera però, dopo aver concluso al primo posto il gruppo I la prima fase eliminatoria, non riesce a bissare la prestazione nella successiva fase élite mancando l'accesso alla fase finale.
Nel frattempo Mégroz è convocata nella under 19, dove la squadra, alla guida del tecnico Nora Häuptle, affronta la fase élite delle qualificazioni all'Europeo di Slovacchia 2016. Qui fa il suo debutto nel torneo UEFA, il 5 aprile, a circa 17 anni e mezzo, nel primo incontro del gruppo 6 pareggiato con la Norvegia e dove Mégroz, autrice del rigore che all'80 fissa sul 2-2 il risultato, si rivela determinante per accedere alla fase finale che mancava alla federcaalcio svizzera dall'edizione di Italia 2011. Condivide poi il percorso che vede la sua nazionale passare il turno, giungendo seconda nel gruppo B dietro la Spagna, venendo però eliminata in semifinale dalla Francia, che poi si laureerà campione d'Europa, perdendo l'incontro 3-1. In questa fase Mégroz va in rete nuovamente, entrambe realizzate nella fase a gironi, segnando il gol del parziale 3-0 con l'Austria, 4-0 il risultato finale, e quello che apre le marcature nella vittoria per 4-2 sulla Germania. Hauptle la convoca anche per le qualificazioni alla successiva edizione di Irlanda del Nord 2017, venendo utilizzata nei tre incontri del gruppo 9 della prima fase eliminatoria, con la Svizzera che supera il turno come migliore seconda. Mégroz va a segno in tutte le partite della fase, disputata in Estonia nell'ottobre 2016, siglando una doppietta nella vittoria per 9-0 sulla Croazia, una nella vittoria per 5-0 sull'Estonia e quella che riporta la parità (2-2) nel combattuto incontro con la Rep. Ceca terminato poi con 3 reti per parte.
All'inizio del 2017 arriva anche la prima convocazione con la nazionale maggiore, inserita in rosa con la squadra che partecipa all'edizione 2017 della Cyprus Cup dal commissario tecnico Martina Voss-Tecklenburg. Mégroz fa il suo debutto il 1º marzo, nel primo incontro del gruppo A, quando nell'incontro con il Belgio al 59', sul risultato di 1-1, sostituisce Ana-Maria Crnogorčević, venendo a sua volta rilevata da Rahel Kiwic al 75'..
A causa dello strappo al legamento crociato subito in campionato nel marzo 2017, rimane indisponibile per lungo tempo e Voss-Tecklenburg ritorna a convocarla solo 17 mesi più tardi, nella penultima partita del gruppo 2, di qualificazioni della zona UEFA al Mondiale di Francia 2019, incontro perso in trasferta 2-1 con la Scozia, rimanendo in panchina nella successiva con la Polonia che con il pareggio a reti inviolate costringe la Svizzera a giocarsi l'accesso alla fase finale nei play-off. Mégroz, dopo aver saltato entrambi gli incontri con Belgio, vine chiamata nella decisiva e ostica doppia sfida del 9 e 13 novembre 2018 con le campionesse d'Europa in carica dei Paesi Bassi, giocando scampoli di partita in entrambi gli incontri, il primo perso fuori casa per 3-0 e il successivo pareggiato in casa per 1-1, risultati che privano la Svizzera della seconda qualificazione a un Mondiale dopo quello di Canada 2015.
Nella primavera del 2019 il subentrato CT della nazionale Nils Nielsen la convoca per l'Algarve Cup 2019, dove scende in campo da titolare nel primo incontro del gruppo D, perso per 4-1 con la Svezia, venendo sostituita nel secondo tempo da Alisha Lehmann, e nella finalina per il 7º posto, dove gioca per la prima volta tutti i 90 minuti nell'incontro perso 2-0 contro la Spagna. In seguito Nielsen la convoca con continuità anche se impiegata saltuariamente, sia in partite non ufficiali, dove il 6 marzo 2020 segna il suo primo gol con la nazionale nazionale nel pareggio per 1-1 nella prima della doppia amichevole contro l'Austria, che in occasione delle qualificazioni all'Europeo di Inghilterra 2022.

## Palmarès
- Campionato svizzero: 4

Zurigo: 2017-2018, 2018-2019, 2021-2022, 2022-2023
- Coppa Svizzera: 4

Zurigo: 2017-2018, 2018-2019, 2021-2022, 2024-2025